# Rhodinicola thomassini
Rhodinicola thomassini – gatunek widłonoga z rodziny Clausiidae. Nazwa naukowa tego gatunku skorupiaków została opublikowana w 1970 roku przez francuskiego zoologa Luciena Laubiera.